# Dommartin (Doubs)
Dommartin é uma comuna francesa na região administrativa de Borgonha-Franco-Condado, no departamento de Doubs. Estende-se por uma área de 6,39 km². Em 2010 a comuna tinha 739 habitantes (densidade: 115,6 hab./km²).